# カリオピ
カリオピ（Kaliopi / Калиопи）、本名:カリオピ・ブクレ（アルーマニア語:Caliopi Bucle、マケドニア語:Калиопи Букле / Kaliopi Bukle、1966年12月28日 - ）は、マケドニア共和国の歌手・作曲家である。ユーゴスラビア連邦人民共和国・マケドニア人民共和国のキチェヴォ出身で、民族的にはアルーマニア人である。

## 来歴

### 出自
カリオピ・ブクレはマケドニアのキチェヴォにてアルーマニア人の家に生まれ、幼い頃より音楽への関心が高かった。1976年、9歳のころマケドニアの児童音楽祭・「ズラトナ・スラヴェイチェ（Zlatna Slavejče）」に参加し、テレザ・ケソヴィヤの「Tebe majka ceka」を歌った。1978年から1980年にかけて、ザプロ・ザプロフ“ラズヴィゴルチェ”（Zapro Zaprov "Razvigorče"）合唱団とともにチェコスロバキア、スロベニア、オーストリアなどを回った。
その後、4年間にわたり声楽の教育を受け、1984年にブラゴヤ・ニコロフスキ（Blagoja Nikolovski）音楽アカデミーに進学した。同じ年には18歳にしてユーゴスラビアの歌唱コンテストで3位入賞を果たす。その後、自身の名を冠したバンドを結成し、初のシングルとなる「Tomi」と「Me da nemoj budis」が発表された。

### プロ歌手としてのあゆみ
1985年、バンド「カリオピ」として音楽祭オパティヤ・フェスティバルに参加し、最優秀パフォーマーに選出された。1986年にはバンドとして初のアルバム『Kaliopi』がZKP RTLJより発売された。同年、スプリト・フェスティバル（Split Festival）に出場して「Da mora zna」を歌い、最優秀新人賞を受賞する。この曲はユーゴスラビア各地のラジオで度々流された。1988年、ザグレブにて制作した、2枚目となるスタジオ・アルバム『Rodjeni』が発売された。このアルバムにはカリオピの初期の代表作が数多く収録されている。
この成功により、バンドは数多くの音楽祭やテレビ番組に出演するようになり、ユーゴスラビアのみならずソビエト連邦などでもツアーをした。しかし、人気の絶頂期にあったこの時期に、カリオピはスイスに移住してバンドは解散、彼女は音楽業界から退いた。

### 音楽業界への復帰
一旦は音楽業界を退いたカリオピであったが、1996年にはスコピエフェストに楽曲「Samo Ti」で参加して優勝し、復帰を果たす。この優勝によってユーロビジョン・ソング・コンテスト1996のマケドニア代表権を獲得し、同大会の予選に参加したものの、本選に進むことは出来ず、マケドニア初のユーロビジョン・ソング・コンテスト参加は実現しなかった。これ以降カリオピは音楽活動を再開し、自身の楽曲の制作や、他の歌手のための作曲に取り組んだ。1999年には3枚目のアルバム『Oboi Me』が発売され、プロモーショナル・ツアーを実施した。
2001年には、次のアルバム『Ako denot mi e nok』の制作にダルコ・ディミトロフが加わることが明かされ、また同名のシングルやプロモーション・ビデオの発表、プロモーショナル・ツアーの実施に加えて、アルバム発売にあわせてカリオピの復活劇を描いたドキュメンタリーがテレビ放送されるなど、精力的にプロモーションが行われた。
2002年には同年のユーロビジョン・ソング・コンテストのマケドニア代表選考に参加するゴルギ・クルステフスキ（Gorgi Krstevski）のために「Za samo eden den」を制作し、クルステフスキのバック・ヴォーカルとして歌い、5位に入賞した。この年、ライブ音源と2曲の未発表曲を収録したアルバム『Najmila – Kaliopi Live and Unreleased』が発売された。
2003年には次のアルバム『Ne Mi Go Zemaj Vremeto』が発売される。アルバムではロマ歌手のエスマ・レジェポヴァ（Esma Redžepova）やマケドニアの俳優ヴァシル・ザフィルチェフ（Васил Зафирчев）との共演に加え、マケドニア語の他にセルビア・クロアチア語の楽曲が収録され、旧ユーゴスラビア地域に対してもプロモーションが展開された。

### 国際的な活動の広がり
その後、自身のアルバム制作や、カロリーナ・ゴチェヴァやエレナ・リステスカ、マーヤ・グロズダノフスカ・パンチェヴァなどの歌手への楽曲の提供のほか、クロアチアのザグレブやスプリトでのコンサートやモンテネグロのスンチャネ・スカレ2006への参加など旧ユーゴスラビア各地でのコンサートや音楽祭への参加などを通じて、マケドニアを代表する歌手としてユーゴスラビア諸国でその地位を確固たるものとしていった。ヒット曲をクロアチア語で歌ったベスト盤と、新作『Zelim Ti Reci』という2枚のクロアチア語のアルバムも発売された。2009年にはブドヴァ・フェスティバルやスンチャネ・スカレ、オパティヤ・フェスティバルなどで受賞歴を重ねたほか、往年のユーゴスラビアのロック・バンド、インデクシ（Indexi）のトリビュート・ツアーに加わり旧ユーゴスラビア各地を回った。
また、2006年にはアルバニアの歌手・レディナ・チェロに、音楽祭ケンガ・マジケ（Kënga Magjike）参加曲を提供した。翌年には自らゲスト・スターとして同音楽祭に参加、2008年にはヨニダ・マリチ（Jonida Maliqi）の参加曲「Njëri Nga Ata」を作曲して同大会で優勝、ケンガ・マジケの史上で初めて、非アルバニア人の作曲による優勝となった。
2010年には、プロデューサにクロアチア人のダルコ・ユラノヴィッチ（Darko Juranović）とティホミル・プレラドヴィッチ（Tihomir Preradović）を迎え、ミロスラヴ・ルス（Miroslav Rus）やモンテネグロのランボー・アマデウス（Rambo Amadeus）、スロベニアのマルコ・ヴォゼリ（Marko Vozelj）、ボスニア・ヘルツェゴビナのエディン・カラマゾヴ（Edin Karamazov）がゲスト歌手として参加するアルバム『Poraka』が発売された。収録曲はマケドニア語とクロアチア語で収録され、マケドニア以外ではクロアチア語版が発売された。
2011年11月、カリオピはユーロビジョン・ソング・コンテスト2012のマケドニア代表に選出された。2012年5月にアゼルバイジャンのバクーで開催される同大会に出場し、マケドニア代表として歌う。

## ディスコグラフィー
- 1986年 - Kaliopi
- 1987年 - Rodjeni
- 1999年 - Oboi Me
- 2001年 - Ako Denot Mi E Nok
- 2002年 - Najmila – Live and Unreleased
- 2003年 - Ne Mi Go Zemaj Vremeto
- 2005年 - Me, Isadora
- 2007年 - The Best Of（クロアチア語）
- 2008年 - Zelim Ti Reci（クロアチア語）
- 2009年 - Oblivion（エディン・カラマゾヴとのデュエット）
- 2010年 - Poraka（クロアチア語、マケドニア語）

## 受賞歴
- "Vecer" award, Most famous TV face, 1985
- "Mlad Borec " award, 1986
- "Vecer" award, Most famous TV face, 1986
- "Nova Makedonija"award, The Best Artist, 1986
- "Ekran "award, The best pop singer in Yugoslavia and Macedonia, 1986
- Award of Yugoslavia, 1987
- "Buba Mara "award, The best singer for 1999, 2000
- "12 Veicenstveni" award, The Best album for 1999, 2000
- "12 Veicenstveni" award, The Best singer for 1999, 2000
- "Buba Mara" award, The best singer for 2001
- "Buba Mara" award, The best album for 2001
- "Buba Mara" award, The best author for 2001
- "Buba Mara"award, The hit song for 2001 "Dali me sakas"
- "12 Velicenstveni" award, The Best album for 2001
- "12 Velicenstveni" award, The Best singer for 2001
- "12 Velicenstveni" award, The Best author for 2001
- Radio Skopje award for most popular person in 2001
- Grand-prix for her music career, At the manifestation “13 for the most successful” in Struga, 2006
- If My Day Is A Night(Ako denot mi e nokj), hit of the year at the EUROCUPAt the grand final of the Eurocup for older songs 2006, 2007
- Award for best lyrics, At the first Macedonian Radio Festival in Ohrid Kaliopi was awarded for best lyrics for the song "Mi zede se" interpreted by Dimitar Andonovski, 2008
- "Carina Teodora" award, for remarkable success in 2008, in Serbia
- "Indexi Awards", won the award for Best Female Artist, 2009
- "Davorin Popovic award" for best performance at the 16th international music festival Song of the Mediterranean, 2009
- "Prince" award for Best Festival Performance at the first night of the festival "Suncane Skale", 2009
- Winner of Suncane Skale 2009 (together with Naum Petreski)
- Awarded as most successful woman manager for 2009 at the traditional "Contest of 10 most successful woman managers from Republic of Macedonia", 2009
- Second place at the Festival "Song of Mediterranean" Budva 2010, for the song "Ja nisam kao ti", June 2010
- "Count Cikulin" award for the concert at castle Luznica in Zapresic, where Kaliopi and Edin Karamazov presented the album "Oblivion", June 2010
- Best female artist in the Balkans for 2010 award, on the event "BH Music Oscar of popularity", December 2010
- MPX award for special merits in the development of music in the region, at the 5th Bosnian and Hercegovinian Radio Television Festival, December 2010
- Award for special merits in the development and affirmation of Macedonian music in the country and outside its borders, at the 3rd Macedonian Radio Festival, December 2010